# Geissflue (Rohr)
Pour les articles homonymes, voir Geissflue.
Le Geissflue est un sommet boisé du massif du Jura, en Suisse.

## Situation
Le sommet du Geissflue marque, à 963 mètres, la frontière entre les cantons de Bâle-Campagne et de Soleure. Le sommet voisin appelé Geissfluegrat (908 m), sur la crête nord-est du Geissflue, est le point le plus élevé du canton d'Argovie. La montagne est en grande partie recouverte de forêt et des escarpements rocheux de calcaire du Jurassique apparaissent çà et là en particulier au sud du sommet.
L'Ergolz, plus longue rivière du canton de Bâle-Campagne, prend sa source dans le Geissflue.

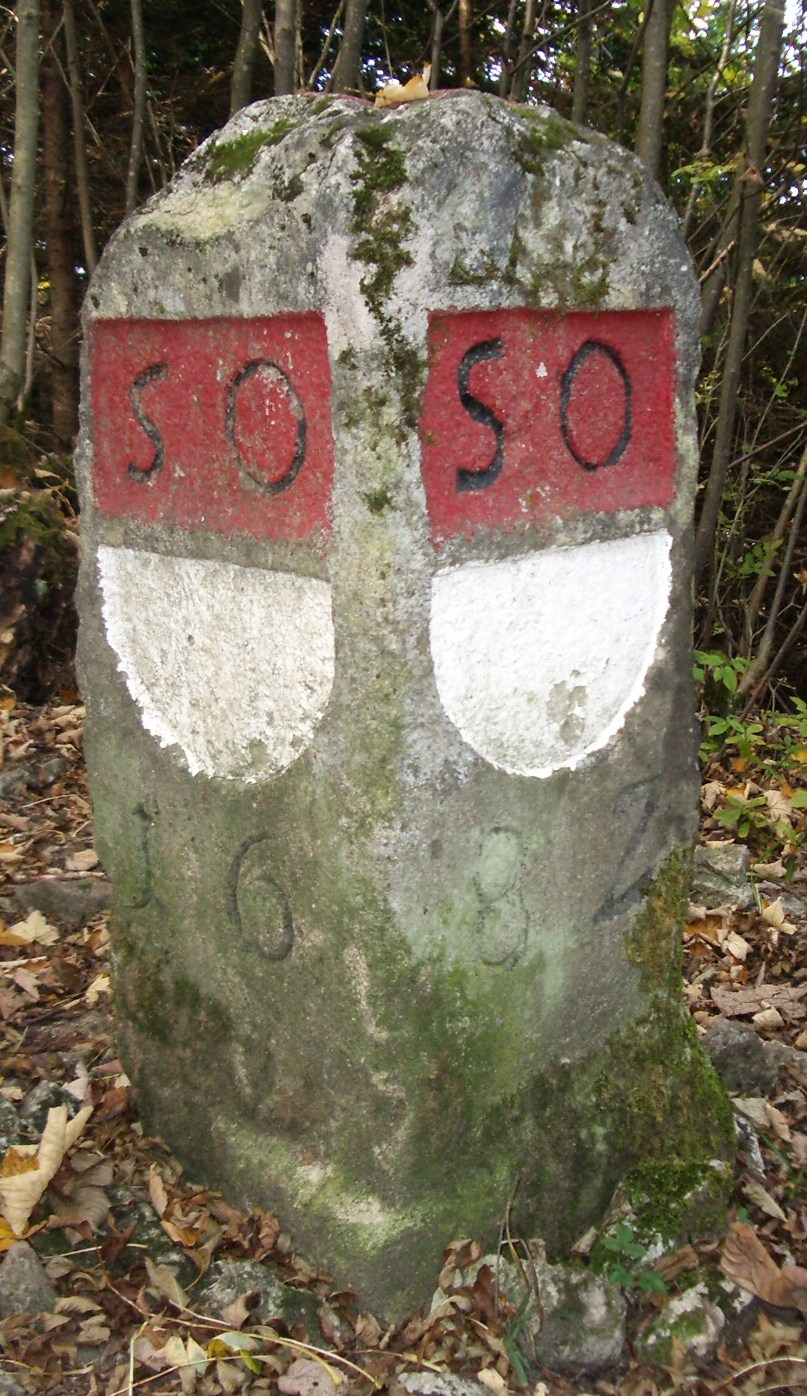
Borne frontière au sommet, côté Soleure.